# Stade Plabennécois
Bóng đá Stade Plabennécois (tiếng Breton: Plabenneg; thường được gọi đơn giản là Plabennec) là một câu lạc bộ bóng đá Pháp có trụ sở tại xã Plabennec. Câu lạc bộ được thành lập vào năm 1934 và thăng hạng lên Championnat National sau khi chiến thắng nhóm của mình trong mùa giải 2008-09 của Championnat de France amateur. Đội đã xuống hạng CFA sau khi họ kết thúc thứ 19 trong mùa giải Championnat National 2010-11. Họ đã xuống hạng một lần nữa vào Championnat National 3 trong mùa giải 2016-17 Championnat de France Amateur.
Plabennec chơi các trận đấu trên sân nhà tại Stade de Kervéguen nằm trong thành phố.

## Cầu thủ

### Cựu cầu thủ đáng chú ý
Để biết danh sách những cầu thủ Plabennec trước đây, hãy xem Thể loại: Cầu  thủ Stade Plabennécois.

## Danh hiệu
- Division d'Honneur (Brittany)
  - Vô địch (1): 1993
- Coupe de Bretagne
  - Á quân (1): 1993